# دارکوب لوییس
دارکوب لوییس (نام علمی: Melanerpes lewis) نام یک گونه از تیره دارکوب است.